# Citroën Rosalie
El Citroën Rosalie  original era un vehículo de competición ligero que estableció una serie de registros en el Autódromo de Linas-Montlhéry. Posteriormente se utilizó el nombre para designar una gama de modelos de tres tamaños, núcleo de la producción de Citroën entre 1932 y 1938.
Los tres modelos fueron originalmente designados respectivamente 8CV, 10CV y 15CV. Los números se correspondían con la potencia fiscal de cada uno, que da una idea aproximada del tamaño del motor de cada modelo. Después de la introducción de la nueva Tracción Avant, se modificó su configuración, y en el Salón de París de 1934 los dos modelos más pequeños pasaron a ser 7UA y 11UA, en ese momento dotados con los motores de válvulas en cabeza.

## Cronología

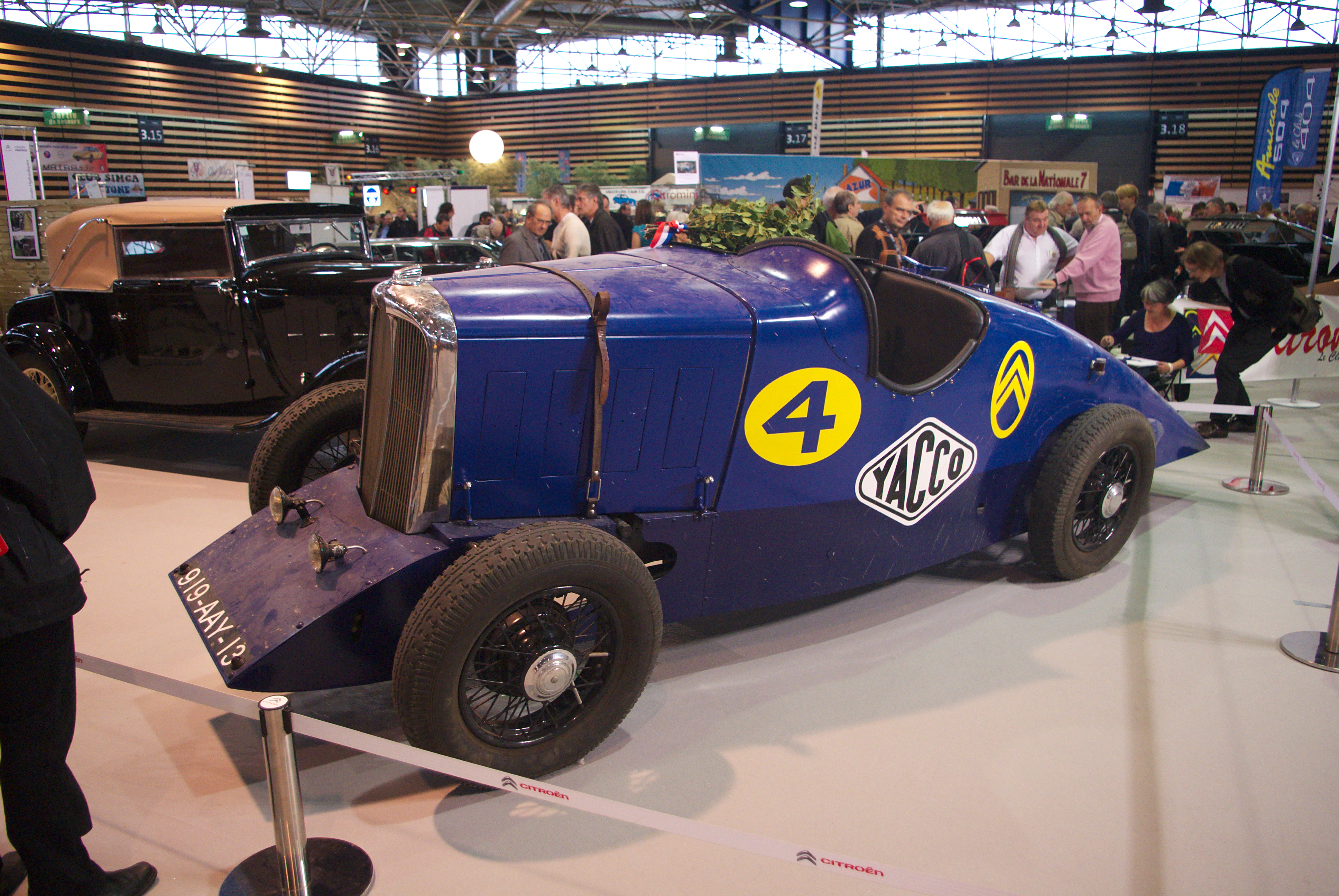
Citroën Rosalie original

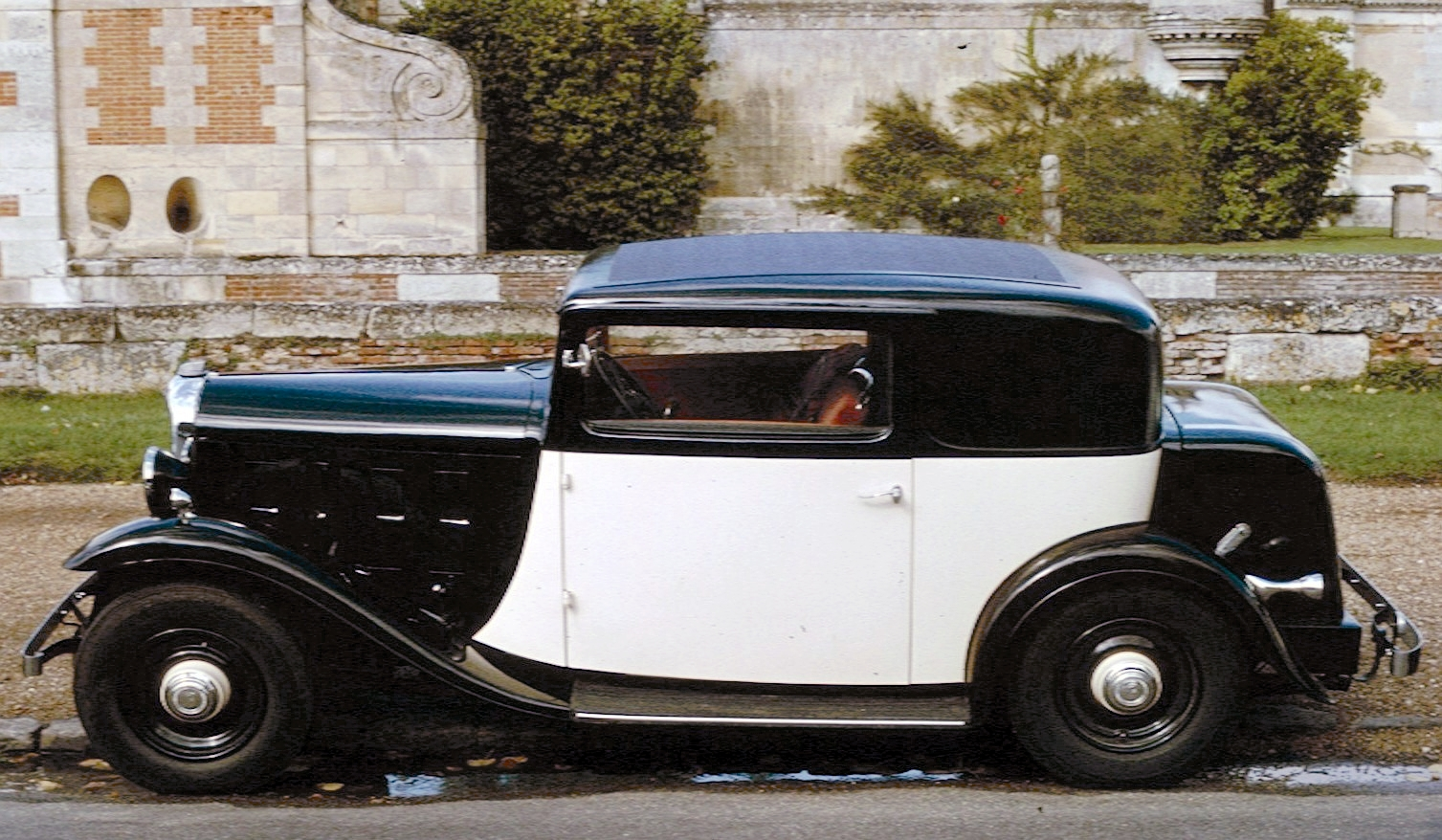
Citroën Rosalie Coupe 15CV

En el momento de su introducción, el modelo de mayor tamaño de los Rosalie reemplazó a los Citroën C4 y C6, que habían sido lanzados respectivamente en 1928 y 1929.  También representaron un cambio en la política comercial de toda la empresa, y desde entonces y durante unos años Citroën pareció perder su interés por los coches más pequeños que había producido durante la crisis de los años 1920 posterior a la Primera Guerra Mundial. Los Rosalie, especialmente la versión más grande, el 15CV, estaba disponible con distintos tipos de carrocería, una práctica habitual en aquella época. Aunque no supuso una ruptura radical (especialmente si se compara con lanzamientos posteriores de Citroën), el enfoque de los Rosalie era significativamente más moderno que el de los modelos anteriores, el C4 y el C6.
Aun así, supuso una auténtica revolución tecnológica en la producción de Citroën durante estos años. André Citroën había organizado su empresa inspirado por su visita en 1912 a Henry Ford, en la que recorrió la nueva factoría Ford de Highland Park en Míchigan. Así, en 1932, Citroën era el líder europeo en la aplicación del sistema de fabricación de la línea de montaje. Los Rosalie tenían precios muy competitivos y aparentemente rentables para la empresa.
En 1934 todos los modelos del Rosalie recibieron una renovación estilística que implicó la adopción de una parrilla frontal suavemente estriada en ángulo. Estas versiones que eran conocidas como NH (de "Nouvel Habillage", literalmente "Nuevo Vestido"), o también como serie-B.
1934 fue también el año que vio la introducción del sucesor del Rosalie que rompió moldes, el semi-monocasco de tracción delantera Citroën Tracción Avant. Este sistema de tracción delantero fue el fruto de un largo proceso, que se inició con unos orígenes llenos de problemas. Aun así, fue parte de un ambicioso programa de inversiones que desembocó en 1934 en la bancarrota de sus diseñadores y en su subsiguiente adquisición por Michelin, que era el acreedor principal. André Citroën falleció en 1935, y en esta situación inestable, se decidió mantener en el mercado el más grande de los Rosalie hasta 1938, reequipados con tracción delantera y motores transversales de cuatro cilindros y válvulas en cabeza. Este hecho ha mermado injustamente su reputación mecánica, especialmente en contraste con la brillantez técnica de su sucesor.
Se construyó un total de 88.090 unidades con motor de cuatro cilindros (38.840 pequeños 7/8, y 49.250 más grandes 10/11), y otras 7230 con el propulsor de seis cilindros. De la suma de unidades fabricadas, 8400 fueron de la efímera serie-B (NH) y alrededor de 15.000 del último modelo, el "MI".

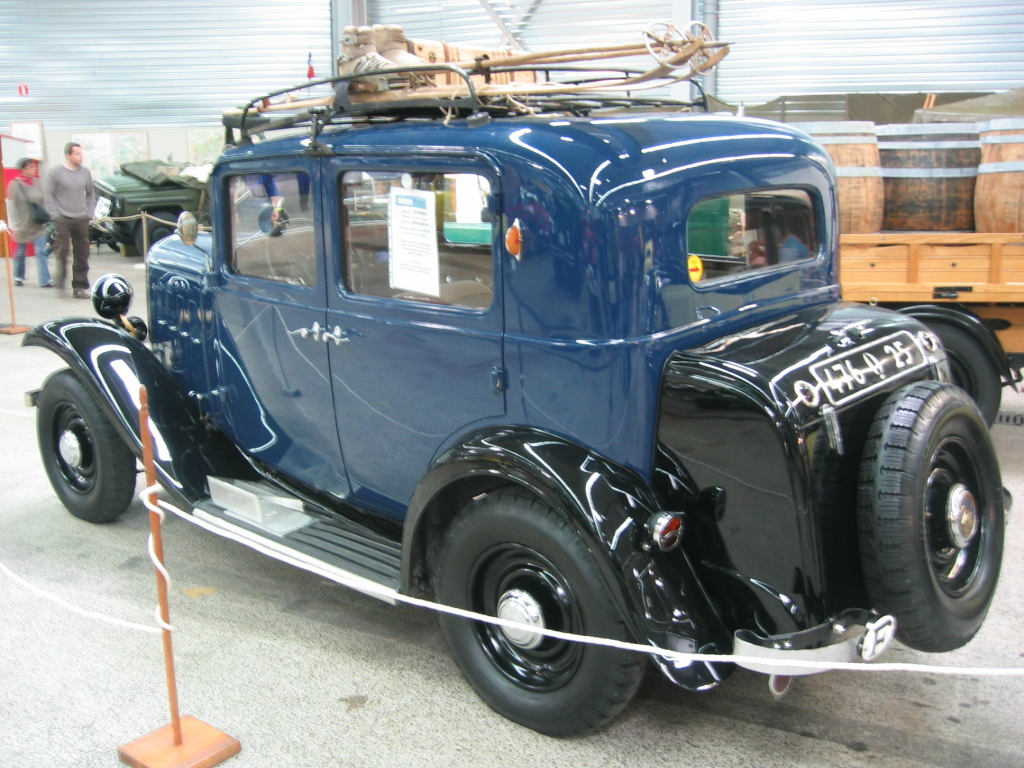
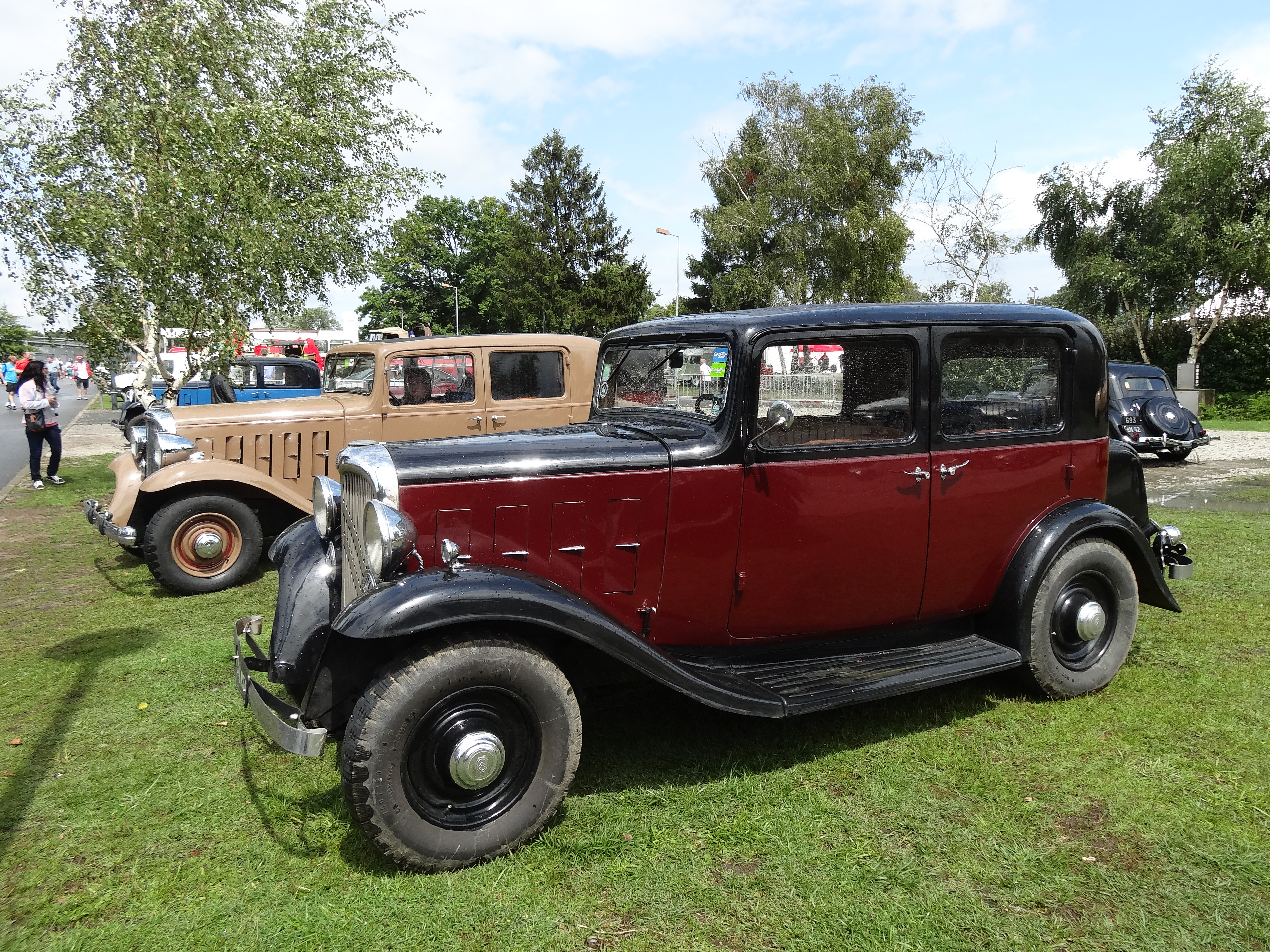
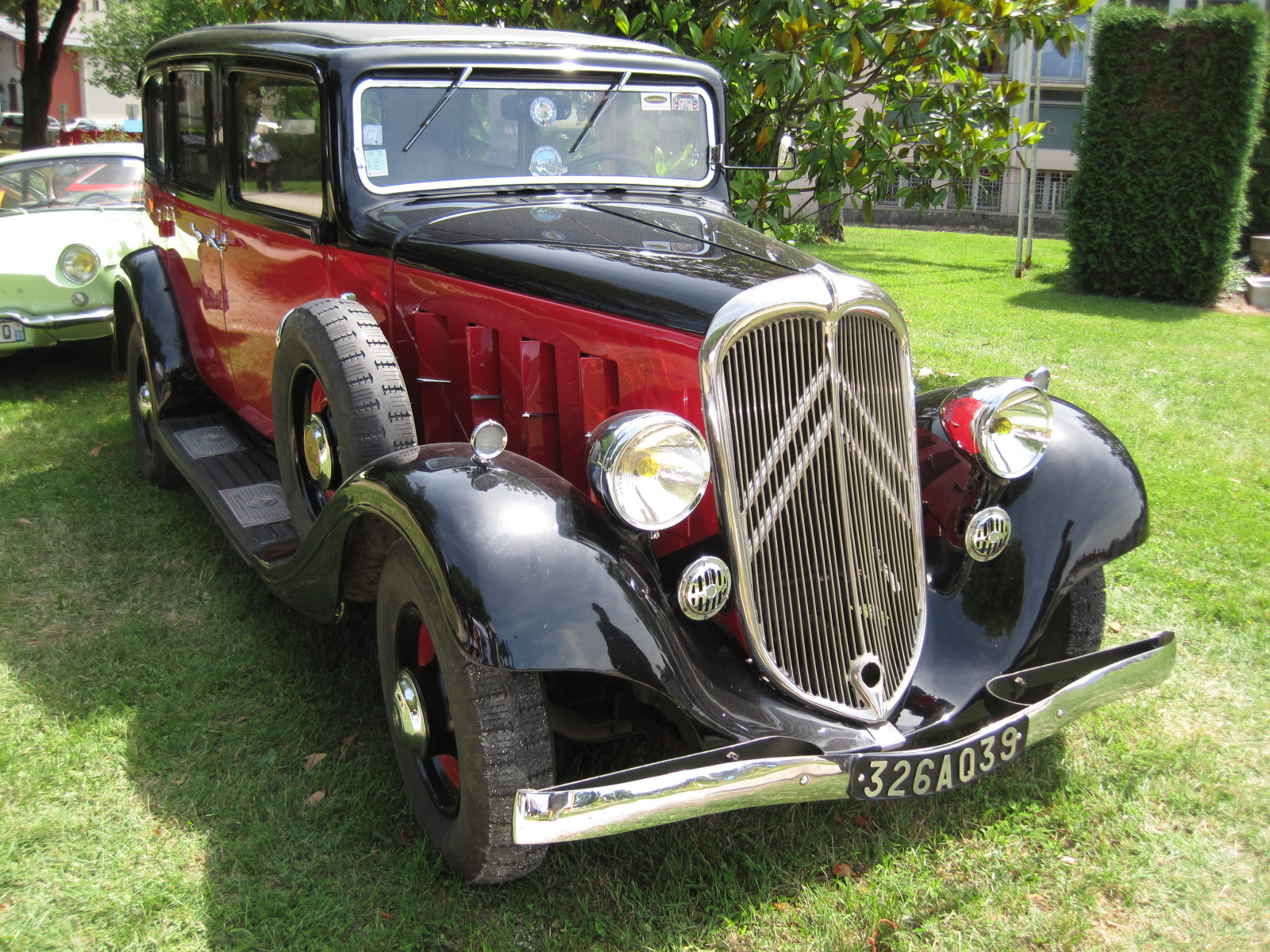
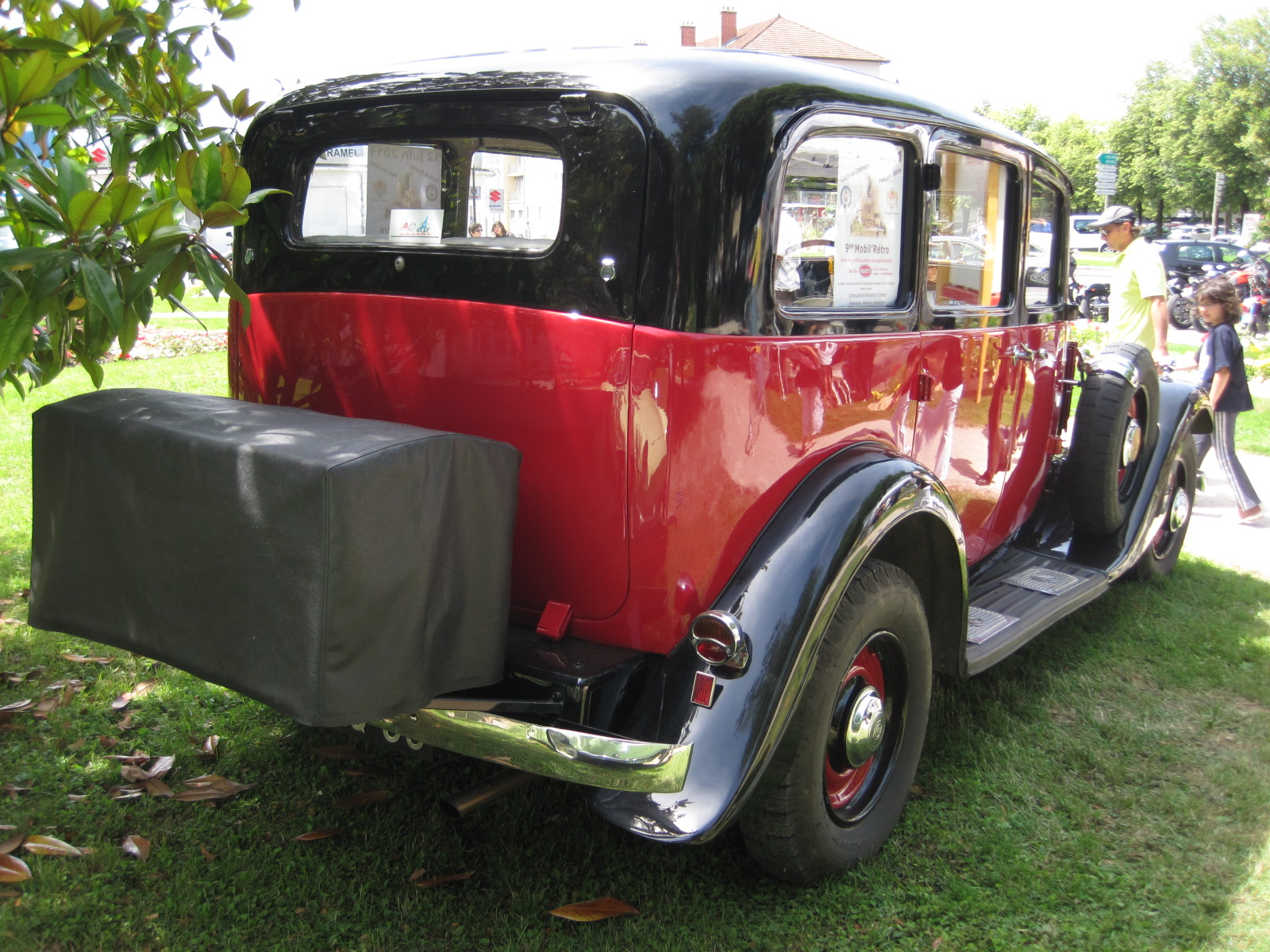

## Modelos

### El 8CV
El Rosalie más pequeño, al igual que el Citroën Tipo B de la primera mitad de los años 1920, utilizaba un motor de cuatro cilindros de 1452 cc y tracción trasera. La caja de cambios era de tres velocidades, sincronizada en las dos gamas más altas, y montaba frenos de tambor en las cuatro ruedas. El coche medía 4,27 metros, y alcanzaba una velocidad máxima de 90 km/h.

### El 10CV
El 10CV ofrecía un motor de cuatro cilindros de 1767 cc y una velocidad máxima de 100 km/h. Medía 4,57 metros de longitud, algo más grande que el 8CV, al que era idéntico en muchos aspectos mecánicos. Comercialmente, aun así,  disfrutó de mayor éxito, posiblemente debido a una gama más amplia de versiones disponibles, que incluía al más ligero (e implícitamente más rápido) Rosalie 10 Légère.

### El 15CV

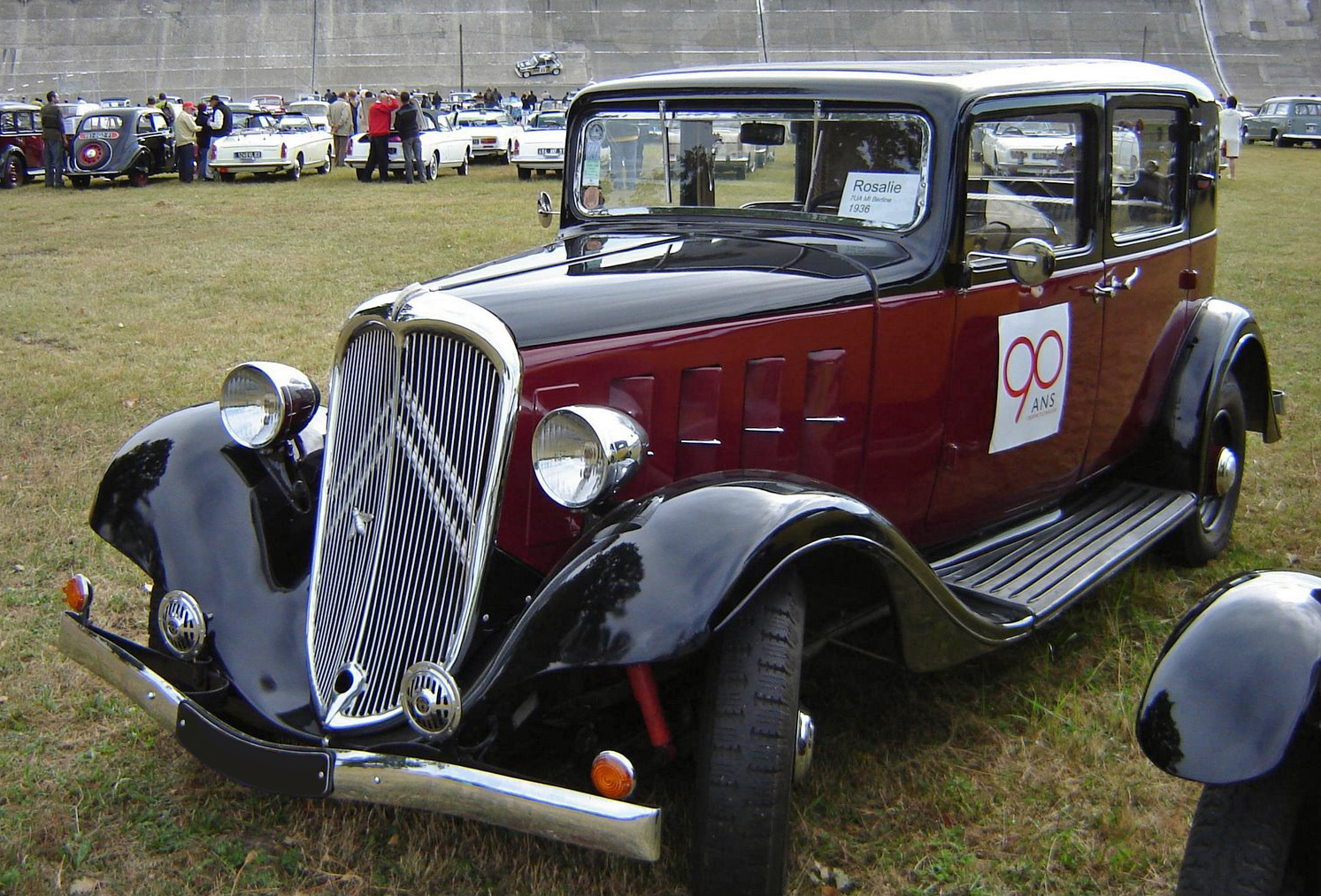
1936 Citroën Rosalie 7UA MI

El mayor de los Rosalie montaba un motor de seis cilindros de 2650  cc. Los cilindros eran de las mismas medidas que los del motor del 10CV. La longitud del bloque del motor requirió adoptar un capó  más alargado: la longitud total del vehículo era de 4,72 metros.  Varios tipos de carrocería y distintas configuraciones estaban disponibles, incluyendo un 15 Légère (en la práctica, un 15CV con la cabina de pasajeros más corta del 10CV) capaz de alcanzar una velocidad superior a 120 km/h. Para las versiones berlina/sedán, la velocidad máxima era de 115 km /h.

### El 7/11
Durante los últimos cuatro años del modelo, el 8 y el 10 fueron reemplazados por el 7UA y el 11UA, ambos designados "MI" por la denominación Moteur Inversé ("Motor Invertido"). Estos motores, compartidos con los por entonces novedosos modelos Citroën Traction Avant donde se montaban transversalmente, estaban girados 180 grados para impulsar la tracción trasera de los Rosalie. Mientras que el número "7" normalmente estaba referido a la potencia fiscal correspondiente al mercado francés, los motores de los Traction 7C de 1628 cc eran de hecho unidades de 9 CV fiscales, porque se habían diseñado con mayor tamaño y potencia para lograr una velocidad superior a 100 kilómetros por hora.